# 박준영 (1967년)
박준영(朴俊泳, 1967년 ~ )은 대한민국의 제15대 해양수산부 차관을 역임한 공무원이었다.

## 생애
경기도 이천시에서 태어났다. 수성고등학교를 졸업하고 고려대학교 행정학과를 졸업했다. 1992년 제35회 행정고시로 공직에 입문했으며, 해양수산부(구 해운항만청)에서 어촌양식정책관 등을 역임했다. 2003년 유엔식량농업기구에서 근무했으며, 2015년 주영국 대한민국 대사관 공사참사관을 지냈다. 이 시절 임기택이 대한민국인 최초로 국제해사기구 사무총장에 당선되는 데 공헌했다.
2020년 8월 14일 해양수산부 차관으로 임명되었다. 2021년 4월 16일 문재인 정부의 해양수산부 장관 후보로 내정되었으나, 아내의 고가 도자기 탈세 밀수 의혹이 제기되자 5월 13일 사퇴했다.